# Оклі (Вайомінг)
Оклі (англ. Oakley) — переписна місцевість (CDP) в США, в окрузі Лінкольн штату Вайомінг. Населення — 25 осіб (2020).

## Географія
Оклі розташоване за координатами 41°45′3″ пн. ш. 110°31′34″ зх. д. / 41.75083° пн. ш. 110.52611° зх. д. (41.750972, -110.526057).  За даними Бюро перепису населення США в 2010 році переписна місцевість мала площу 0,47 км², уся площа — суходіл.

## Демографія
Згідно з переписом 2010 року, у переписній місцевості мешкало 49 осіб у 18 домогосподарствах у складі 15 родин. Густота населення становила 105 осіб/км².  Було 20 помешкань (43/км²).
Расовий склад населення:
| - 98,0 % — білих - 2,0 % — осіб інших рас |

До двох чи більше рас належало 0,0 %. Частка іспаномовних становила 0,0 % від усіх жителів.
За віковим діапазоном населення розподілялося таким чином: 22,4 % — особи молодші 18 років, 59,2 % — особи у віці 18—64 років, 18,4 % — особи у віці 65 років та старші. Медіана віку мешканця становила 51,8 року. На 100 осіб жіночої статі у переписній місцевості припадало 145,0 чоловіків;  на 100 жінок у віці від 18 років та старших — 137,5 чоловіків також старших 18 років.
Цивільне працевлаштоване населення становило 0 осіб. 